# 福建省人民政府国有资产监督管理委员会
福建省人民政府国有资产监督管理委员会（简称福建省国资委），是由中华人民共和国福建省人民政府授权代表国家履行国有资产出资人职责的综合职能特设机构，于2004年5月19日成立。

## 组织结构

### 内设机构
- 办公室
- 政策法规处
- 资本运营处
- 考核分配与监督管理处
- 产权管理处
- 改革发展处
- 审计处
- 政治部
- 机关党委
- 纪检组[2]

## 监管企业
截至2025年5月，福建省国资委监管的企业有17家，13家国有企业公开引入战略投资者。
- 福建省高速公路集团有限公司
- 福建省投资开发集团有限责任公司
- 福建省能源集团有限责任公司
- 福建省交通运输集团有限公司
- 福建省汽车工业集团有限公司
- 福建省电子信息（集团）有限责任公司
- 福建省船舶工业集团有限公司
- 福建建工集团有限责任公司
- 福建省旅游发展集团有限公司
- 福建石油化工集团有限公司
- 中国（福建）对外贸易中心集团有限责任公司
- 福建省招标采购集团有限公司
- 福建省水利投资开发集团
- 福建省国有资产管理有限公司
- 福建省医药集团
- 福建省港口集团
- 福建省大数据集团
- 福建省工业控股集团有限公司由福建省冶金（控股）有限责任公司、福建省轻纺（控股）有限责任公司、福建省机电（控股）有限责任公司三家省属企业整合重组而成。于2025年5月27日正式注册成立